# Venera 9
De Venera 9 (Russisch: Венера-9) was een Russische onbemande ruimtemissie naar de planeet Venus. Deze ruimtesonde bestond uit een orbiter en een lander. Deze succesvolle vlucht zorgde voor de eerste foto's van het oppervlak van Venus.

## Lancering
Venera 9 werd gelanceerd op 8 juni 1975 vanaf kosmodroom Bajkonoer. Het totale gewicht van deze sonde bedroeg 4936 kg. De landingscapsule woog 1560 kg.

## Aankomst
De landing vond plaats op 22 oktober 1975. Twee dagen voordat de sonde bij Venus aankwam, werd de lander ontkoppeld, die vervolgens in een vlakke baan binnendrong in de helse dampkring van Venus. De orbiter voerde intussen een baancorrectie uit, waarna op 1600 km van Venus een tweede baancorrectie plaatsvond. Hierdoor kwam de orbiter in een hoog-elliptische baan rond Venus met een omlooptijd van twee dagen. De orbiter zond gegevens betreffende de bovenste gedeelten van de Venusatmosfeer (zowel visueel, thermisch, als spectroscopisch), geladen deeltjes en velden over.

## Leergeld
De Russen hadden duur leergeld betaald met eerdere Venusmissies die letterlijk en figuurlijk de mist ingingen en de parachutes aangepast. Drie eerdere missies naar Venus (Venera 4, Venera 5 en Venera 6) mislukten bijna compleet; de landingscapsules bezweken onder de grote hitte en luchtdruk die op Venus nu eenmaal normaal zijn. De parachutes van de Venera 4 besloegen in totaal 50 m². Venera 4 mat een luchtdruk van 17-20 bar net voordat de signalen stopten, hetgeen overeenkomt met een hoogte van 25 km. Zowel Venera 5 als Venera 6 rustte men daarom met kleinere remparachutes uit, maar ook deze beide landers bezweken (vermoedelijk) door de hoge luchtdruk voor zij de oppervlakte van Venus bereikten.
Vanaf Venera 7 gebruikten de Russen daarom nog kleinere parachutes, maar dit resulteerde wél in een lander die met een daverende klap (17 meter per seconde of 61,2 km/u) neerkwam op het Venusoppervlak. De Russen vonden deze snelheid onacceptabel hoog en middels wijzigingen in het ontwerp raakte Venera 8 de grond met slechts 8 m/s (28,8 km/u).

## Landing
De landingscapsule was intussen de Venusatmosfeer aan de dagkant binnengedrongen, in een gebied dat op dat moment onzichtbaar was vanaf de Aarde. Alle telemetrische gegevens die de lander doorzond werden vastgelegd aan boord van de orbiter en later naar de Aarde overgeseind.
Voordat de lander werd losgekoppeld, was deze door een ingebouwd koelsysteem afgekoeld tot −10 °C. Vervolgens drong deze de Venusatmosfeer binnen op een hoogte van 125 km met een snelheid van 10,7 kilometer per seconde (38.520 km/u). Hierbij traden versnellingen op tot 150 g en liep de temperatuur op tot zo'n 12.000 °C. Door de goede isolatie werd het binnenin de capsule niet warmer dan 23 °C. Nadat de snelheid was afgenomen tot 250 meter per seconde (900 km/u) wierp de lander de beide halfronde beschermingsschilden (met een diameter van 2,4 m) af, waarna de loodsparachute zich opende.
Op een hoogte van 65 km openden de drie hoofdparachutes zich. Deze werden afgeworpen op 50 km hoogte. De verdere daling vond plaats door aerodynamische afremming, door middel van een grote horizontale schijf bovenaan de lander. Door de extreem hoge luchtdruk op Venus van 90 bar, viel de sonde niet als een baksteen, maar meer als een dwarrelend blad naar beneden. Onder de sonde zat een landingsring die tevens dienstdeed als schokbreker en vervormde door de kracht van de landing. De uiteindelijke daalsnelheid bedroeg 6 à 8 meter per seconde (tussen 21,6 en 28,8 km/u). Hierna wierp Venera 9 de beschermkappen over de tv-camera af, klapte de dichtheidsmeter naar het oppervlak en schakelde het boordinstrumentarium in.
De afdaling had in totaal 1 uur en 8 minuten geduurd.
De fotometer waarmee Venera 8 was uitgerust had aangetoond dat, ondanks het dichte wolkendek, voldoende zonlicht de oppervlakte van Venus bereikte om opnames te maken. De vluchtleiding stelde dat het daar "net zo helder was als op een mistige dag in Moskou". Hierop viel het besluit om de volgende Venera-missies uit te rusten met een camera. Men nam hierbij echter het zekere voor het onzekere en bouwde enkele schijnwerpers in die eventueel konden bijlichten.

## Wetenschappelijke resultaten

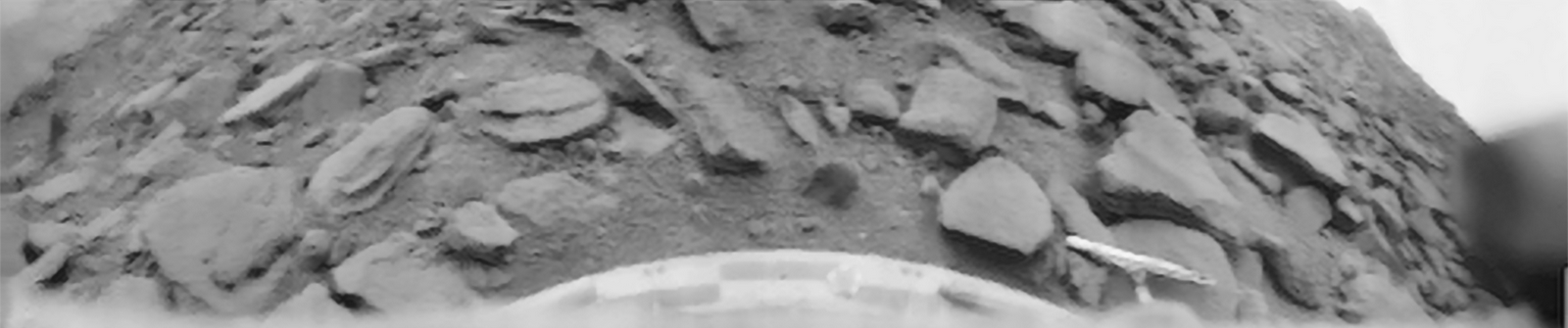
Een zwart-witopname door Venera 9 van het Venusoppervlak. In de bovenhoeken is de horizon zichtbaar.

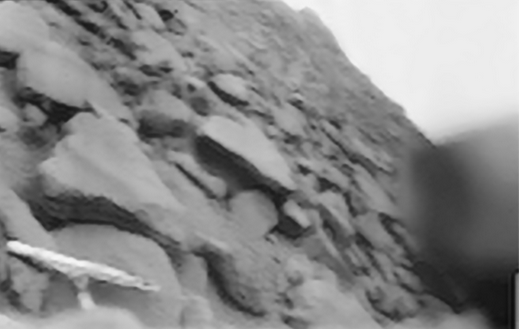
Een uitvergroting (rechterzijde) van de vorige opname.

Venera 9 landde op 98° westerlengte en 31°42' noorderbreedte. Na een geslaagde zachte landing zorgde Venera 9 voor een primeur door de eerste (panorama)beelden van het Venusoppervlak ooit naar de Aarde te zenden.
Ondanks een dicht wolkendek en dichte atmosfeer bleek het op Venus even helder als op een bewolkte dag op Aarde. De landingsplaats leek een steenachtige woestijn, maar dan zonder stof of zand en bleek bezaaid met stenen tot wel tien meter grootte. Uit latere missies bleek, dat het wolkendek begint op 50 km boven het oppervlak en het zonlicht roodachtig oogt. Een waarnemer bevindt zich dus niet in de wolken of mist en details zijn tot een afstand van 100 m duidelijk zichtbaar.
De lander bleef gedurende 53 minuten functioneren en verzamelde gegevens betreffende temperatuur, luchtdruk, windsnelheden en bodemgesteldheid. Daarna begaf de sonde het onder de helse condities op Venus: 90 bar luchtdruk, 485 °C bij een wind van 3½ m/s aan het oppervlak.
De Venera 9 orbiter werkte het beoogde waarnemingsprogramma af in 75 dagen; omdat alle instrumenten nog goed functioneerden (fotometer en ultraviolet/infrarood apparatuur) ging de sonde verder met observaties.